# Chironomus bihamatus
Chironomus bihamatus är en tvåvingeart som först beskrevs av Jean-Jacques Kieffer 1922.  Chironomus bihamatus ingår i släktet Chironomus och familjen fjädermyggor.
Artens utbredningsområde är Taiwan. Inga underarter finns listade i Catalogue of Life.